# Bundesstraße 438
Die Bundesstraße 438 (Abkürzung: B 438) ist eine etwa 14 km lange Bundesstraße im niedersächsischen Ostfriesland. Ein kleines Teilstück verläuft durch das Oldenburger Münsterland.
Sie führt von der B 70 bei Ihrhove durch die Ortsteile Collinghorst und Rhaudermoor der Gemeinde Rhauderfehn weiter bis Ostrhauderfehn und erreicht hier die B 72 im Landkreis Cloppenburg.